# Bram Stoker Awards 1989
Der Bram Stoker Award 1989 wurde im Jahr 1990 für Literatur aus dem Vorjahr in sieben Kategorien vergeben. Bei der Verleihung werden jährlich außergewöhnliche Beiträge zur Horrorliteratur geehrt. Der Bram Stoker Award wird seit 1987 vergeben, die Gewinner werden per Wahl von den Mitgliedern der Horror Writers Association (HWA), bis 1993 Horror Writers of America, bestimmt.
Bei der dritten Verleihung der Preise erneut auch in der Kategorie Sachbuch vergeben, die im Vorjahr nicht vorhanden war. 1989 gab es nur eine Doppelnominierung: Joe R. Lansdale erhielt den Preis für die beste Novelle und war zusätzlich für den besten Sammelband nominiert.

## Gewinner und nominierte Autoren
Der Bram Stoker Award 1989 wurde im Jahr 1990 in sieben Kategorien vergeben:
| Kategorie                         | Gewinner                                  | Werk                                                          | Weitere nominierte Autoren | Bilder der Gewinner                     |
| --------------------------------- | ----------------------------------------- | ------------------------------------------------------------- | --- | --------------------------------------- |
| Roman (Novel)                     | Dan Simmons                               | Carrion Comfort (deutsch: Kraft des Bösen)                    | - Katherine Dunn: Geek Love (deutsch: Binewskis: Verfall einer radioaktiven Familie) - Charles L. Grant: In A Dark Dream - Dean R. Koontz: Midnight (deutsch: Mitternacht) - Robert R. McCammon: The Wolf's Hour |                                         |
| Erstlingswerk (First Novel)       | Nancy A. Collins                          | Sunglasses After Dark (deutsch: Der Todeskuss der Sonja Blue) | - Douglas Clegg: Goat Dance - Tom Elliott: The Dwelling - Jean Paiva: The Lilith Factor - Dean Wesley Smith: Laying the Music to Rest                                                                            | Nancy A. Collins, 2004                  |
| Novelle (Long Fiction)            | Joe R. Lansdale                           | On the Far Side of the Cadillac Desert With Dead Folks        | - Kristine Kathryn Rusch: Phantom - Karl Edward Wagner: At First Just Ghostly - Chet Williamson: The Confessions of St. James                                                                                    | Joe R. Lansdale, 2012                   |
| Kurzgeschichte (Short Fiction)    | Robert R. McCammon                        | Eat Me                                                        | - Edward Bryant: A Sad Last Love at the Diner of the Damned - Kathryn Ptacek: Each Night, Each Year - Steve Rasnic Tem: Bodies and Heads - Chet Williamson: Yore Skin's Jes' So Soft 'n Purdy,' He Said          |                                         |
| Sammelband (Fiction Collection)   | Richard Matheson                          | Collected Stories                                             | - Pat Cadigan: Patterns - Joe R. Lansdale: By Bizarre Hands - Robert R. McCammon: Blue World - F. Paul Wilson: Soft and Others                                                                                   | Richard Matheson, 2008                  |
| Sachbuch (Nonfiction)             | Harlan Ellison Stephen Jones & Kim Newman | Harlan Ellison's Watching Horror: The 100 Best Books          | - Peter Cannon: H.P. Lovecraft (Biografie zu H.P. Lovecraft) - Norine Dresser: American Vampires: Fans, Victims, Practitioners - Leonard Wolf: Horror: A Connoisseur’s Guide to Literature and Film              | Harlan Ellison, 1986 · Kim Newman, 2007 |
| Lebenswerk (Lifetime Achievement) | Robert Bloch                              |                                                               | | Robert Bloch, 1976                      |